# Periszkóp Népszínház
A Periszkop Népszínház egy aradi színjátszó társulat.

## Története
1969-ben az Arad municípiumi Művelődési Házban Znorovszky Attila és Szekeres Gábor alapította. Már nevével is jelezte, hogy a Szántó György szerkesztésében indult Periszkop (1923-26) irodalmi és művészeti szemle szellemi hagyományát követi. Első bemutatója Az égre írj! című Radnóti-est volt. 1970-ben Caragiale Farsang című vígjátékának rendezéséért országos I. díjat kapott. Emlékezetes az Ady tárcanovelláiból és publicisztikai írásaiból Vijjogó éji csapat címmel összeállított műsor is.
A csoport 1981-ben elnyerte a népszínházi státust. Elsődleges feladatának az erdélyi magyar szerzők darabjainak bemutatását vállalta. Színre vitte Sütő András Anyám könnyű álmot ígér című művének és Zágoni Attila Sóderhivatal című humoreszkjének dramatizált változatát, majd sorra került Kányádi Sándor Kétszemélyes tragédia című darabja is. A Megéneklünk, Románia Fesztivál országos szakaszán 1983-ban Bajor Andor Viszontlátásra, állomásfőnök úr! című egyfelvonásosának előadásáért az együttest II., Dóka János színművészt előadói I. díjjal jutalmazták. A nyolcvanas évek végén Znorovszky Attila Tanulj meg, fiacskám, komédiázni! címmel kabaréműsort állított össze, s megrendezte Tomcsa Sándor Műtétjét. A gyermekek számára bemutatták a testvérek Brémai muzsikusok című meséjének zenés változatát. Ezzel a kabaréműsorral a társulat a Szilágyságban és Udvarhely megyében turnézott.
A Znorovszky Attila halálával elárvult művészegyüttes 1991-ben Asztalos István A fekete macska című darabjával részt vett Sepsiszentgyörgyön a Concordia-napok elnevezésű fesztiválon, s elnyerte a legjobb előadás díját. Sikeres volt a magyarországi Zsámbéki Napokon s a szlovákiai Jókai Napokon való bemutatkozása is.

## Forrás
- Romániai magyar irodalmi lexikon: Szépirodalom, közírás, tudományos irodalom, művelődés IV. (N–R). Főszerk. Dávid Gyula. Bukarest: Kriterion; Kolozsvár: Erdélyi Múzeum-Egyesület. 2002.  ISBN 973-26-0698-3